# N-メチルヌクレオシダーゼ
N-メチルヌクレオシダーゼ(N-methyl nucleosidase、EC 3.2.2.25)は、以下の化学反応を触媒する酵素である。
N-メチルキサントシン + 水{\displaystyle \rightleftharpoons }N-メチルキサンチン + D-リボース
従って、この酵素の2つの基質はN-メチルキサントシンと水、2つの生成物はN-メチルキサンチンとD-リボースである。
この酵素は加水分解酵素、特にN-グリコシル化合物を加水分解するグリコシラーゼである。系統名は、N-メチルキサントシン リボヒドロラーゼである。その他によく用いられる名前に、7-methylxanthosine nucleosidase、N-MeNase、N-methyl nucleoside hydrolase、methylpurine nucleosidase等がある。